# Vera Lynn
Dame Vera Lynn, właśc. Vera Margaret Welch (ur. 20 marca 1917 w Londynie, zm. 18 czerwca 2020 w Hrabstwie Sussex) – brytyjska wokalistka, której kariera została zapoczątkowana tuż przed wybuchem II wojny światowej. 
Podczas II wojny światowej była jedną z najbardziej znanych artystek estradowych. Występowała m.in. dla żołnierzy, a piosenki We’ll Meet Again i The White Cliffs of Dover zdobyły szczególną popularność wśród pilotów RAF.
Vera Lynn jest też bohaterką utworu „Vera” pochodzącego z albumu The Wall brytyjskiego zespołu Pink Floyd.
30 sierpnia 2009 jej płyta We'll Meet Again – The Very Best of Vera Lynn dotarła do 1. miejsca na brytyjskiej liście albumów UK Albums Chart. Vera Lynn, licząca wtedy 92 lata, jest najstarszą żyjącą artystką, jaka dotarła na szczyt tej listy.
11 czerwca 2016 została uhonorowana przez Królową Elżbietę II Orderem Towarzyszy Honoru, za zasługi dla rozrywki i działalności charytatywnej. 
5 kwietnia 2020 królowa Elżbieta II w telewizyjnym przemówieniu poświęconym pandemii COVID-19 zacytowała piosenkę We'll Meet Again, która stała się w Wielkiej Brytanii nieoficjalnym hymnem walki z koronawirusem.

## Dyskografia

### Albumy studyjne
- 1949: Sincerely Yours
- 1955: Vera Lynn Concert
- 1956: If I Am Dreaming
- 1958: The Wonderful World of Nursery Rhymes
- 1959: Vera Lynn Sings...Songs of the Tuneful Twenties
- 1960: Sing With Ver
- 1960: Yours
- 1961: As Time Goes By
- 1962: Hits of the Blitz
- 1963: The Wonderful Vera Lynn
- 1964: Among My Souvenirs
- 1966: More Hits of the Blitz
- 1970: Hits of the 60's – My Way
- 1972: Unforgettable Songs by Vera Lynn
- 1972: Favourite Sacred Songs
- 1974: Vera Lynn Remembers – The World at War
- 1976: Christmas with Vera Lynn
- 1977: Vera Lynn in Nashville
- 1979: Thank You For the Music (I Sing The Songs)
- 1981: Singing To the World
- 1981: 20 Family Favourites
- 1984: Vera Lynn Remembers
- 1989: We'll Meet Again
- 2010: Unforgettable

### Utwory muzyczne
- „We’ll Meet Again”
- „The White Cliffs of Dover”

## Filmografia
- We’ll Meet Again (1942)
- Rhythm Serenade (1943)
- One Exciting Night (1944)
- Venus fra Vestø (1962)